# أحدوبة كعبرية
الأحدوبة الكعبرية (بالإنجليزية: Radial tuberosity)‏ هي بارزة عظمية تقع تحت عنق عظم الكعبرة، وعلى الجانب الأنسي منها. وينقسم سطحها إلى:
- جزء أمامي، وهو الجزء الخشن، لارتكاز وتر العضلة ذات الرأسين العضدية.
- والخلفي، وهو الجزء الناعم، الذي يتوسطه الجراب بين الوتر والعظام.

## وصلات خارجية
- شكل تشريحي: 07:02-08 على موقع مركز سوني دونستات الطبي (تشريح بشري عبر الإنترنت).
- درسٌ تشريحي حول radiographsul مُعدٌ بواسطة ويسلي نورمان (جامعة جورجتاون). (xrayelbow)

## صور اضافية

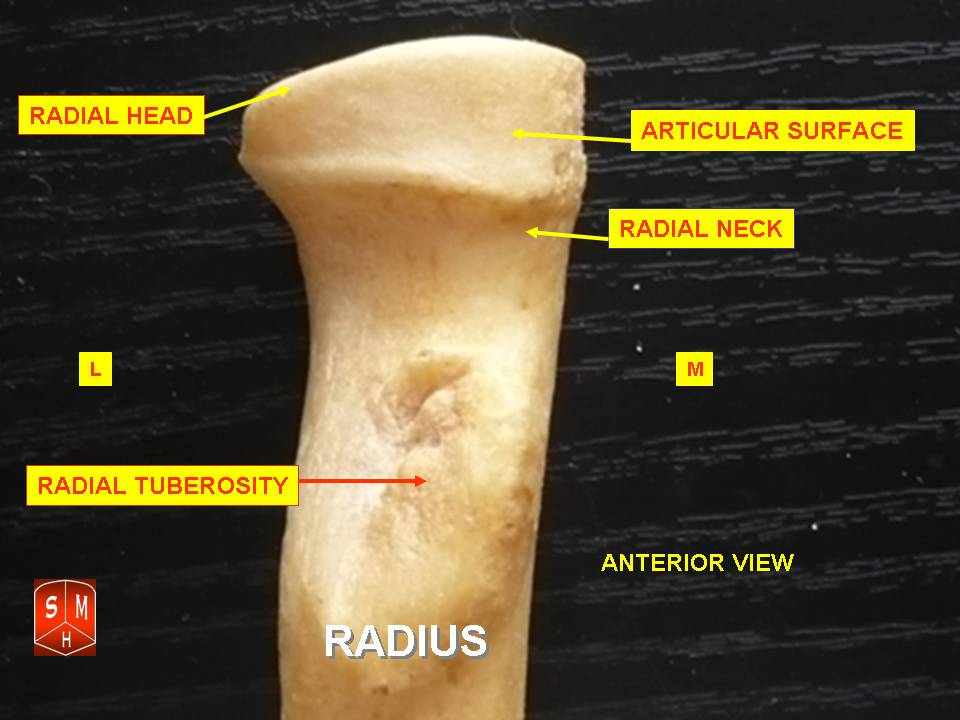
عرض أمامي. الأحدوبة الكعبرية ظاهرة أسفل العنق ، مشار إليها بالسهم الأحمر.
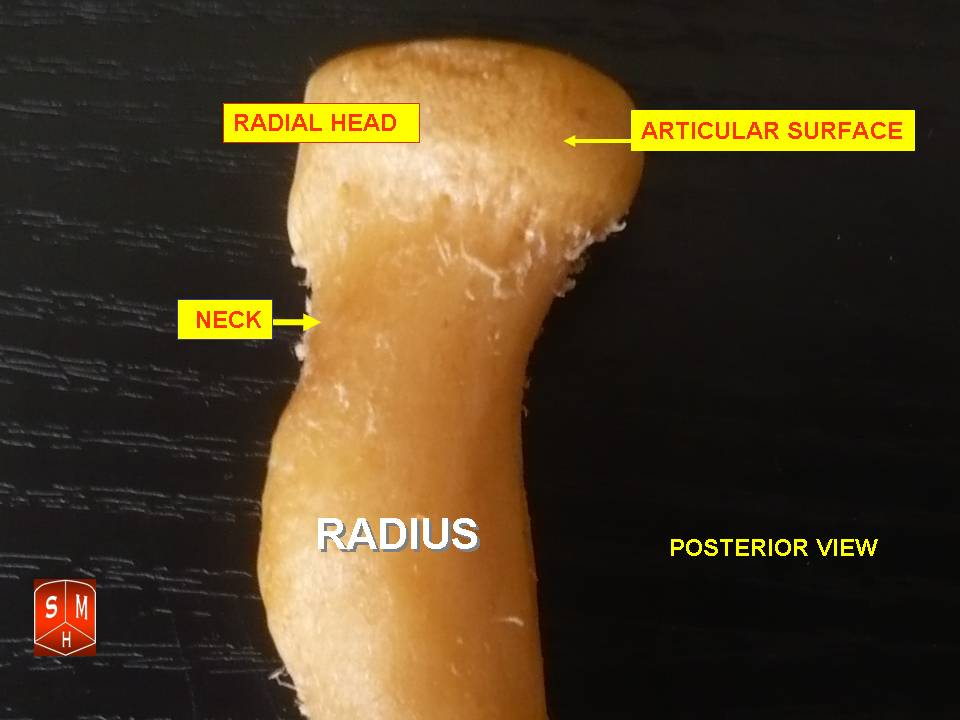
عرض خلفي. يُري جزء من بروز الأحدوبة الكعبرية تحت العنق ، في يسار الصورة.

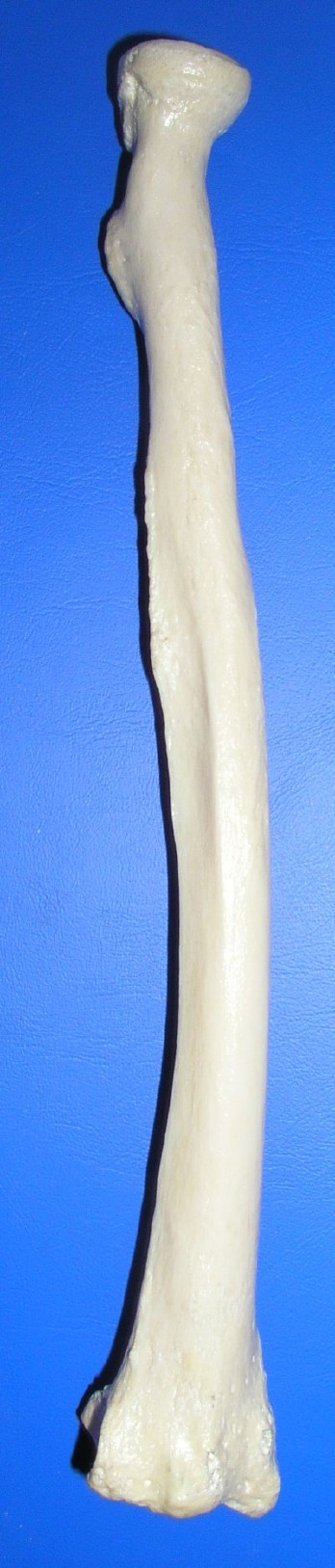
عظم الكعبرة. عرض خلفي. الأحدوبة الكعبرية أعلى الصورة تحت عنق الكعبرة مباشرة، ناتئة باتجاه يسار الصورة.
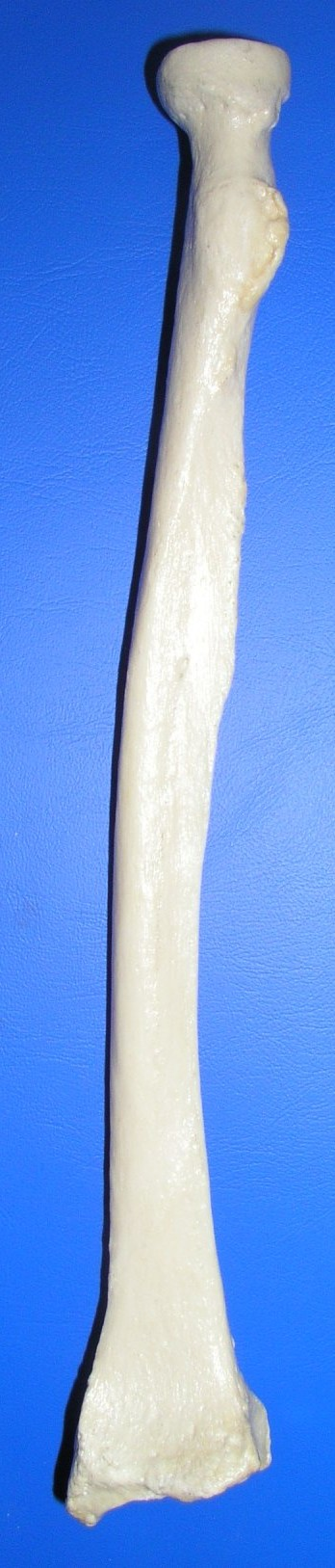
عظم الكعبرة. عرض أمامي. الأحدوبة الكعبرية أعلى الصورة تحت عنق الكعبرة مباشرة ، ناتئة باتجاه يمين الصورة.
عظم الكعبرة اليسرى. يمكن رؤية الأحدوبة الكعبرية بارزة أعلى العظم ، أسفل العنق.

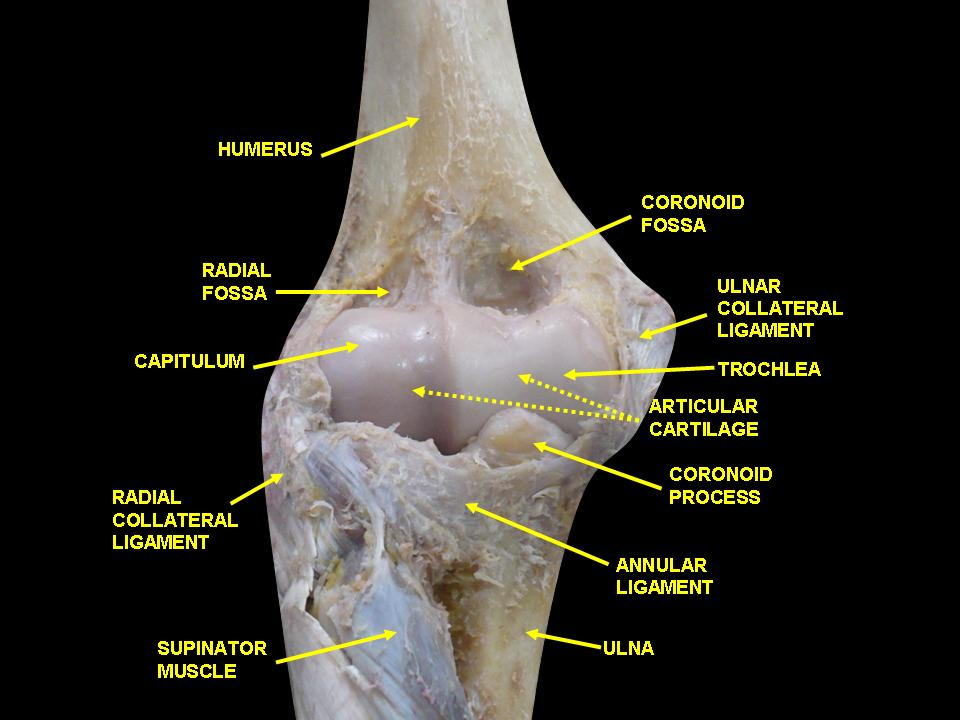
مفصل المرفق. نشريح عميق.عرض أمامي.
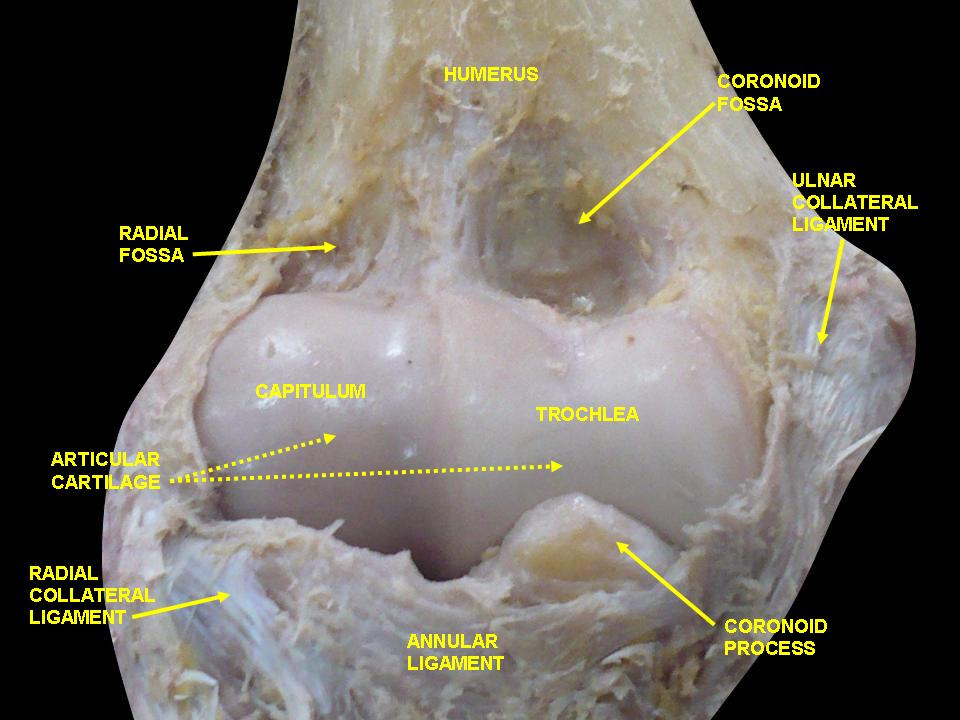
مفصل المرفق. نشريح عميق.عرض أمامي.
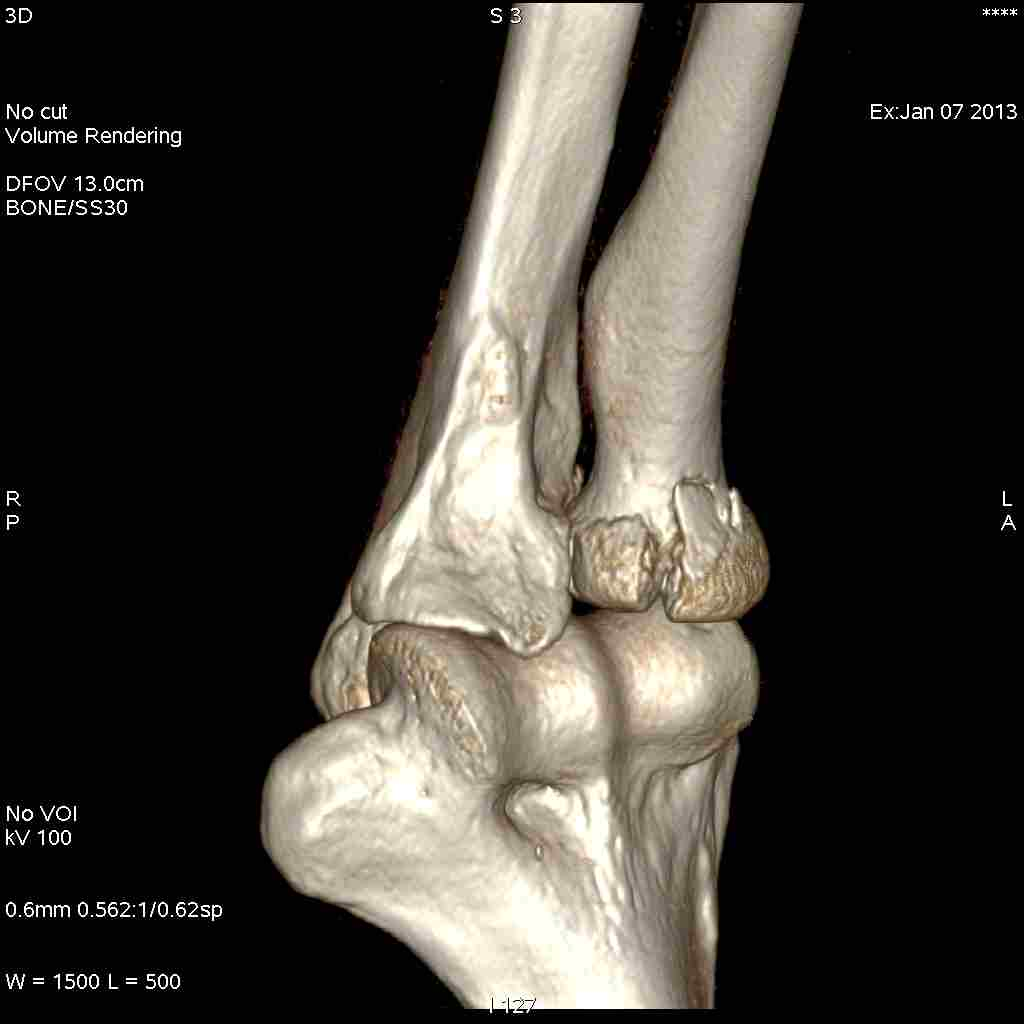
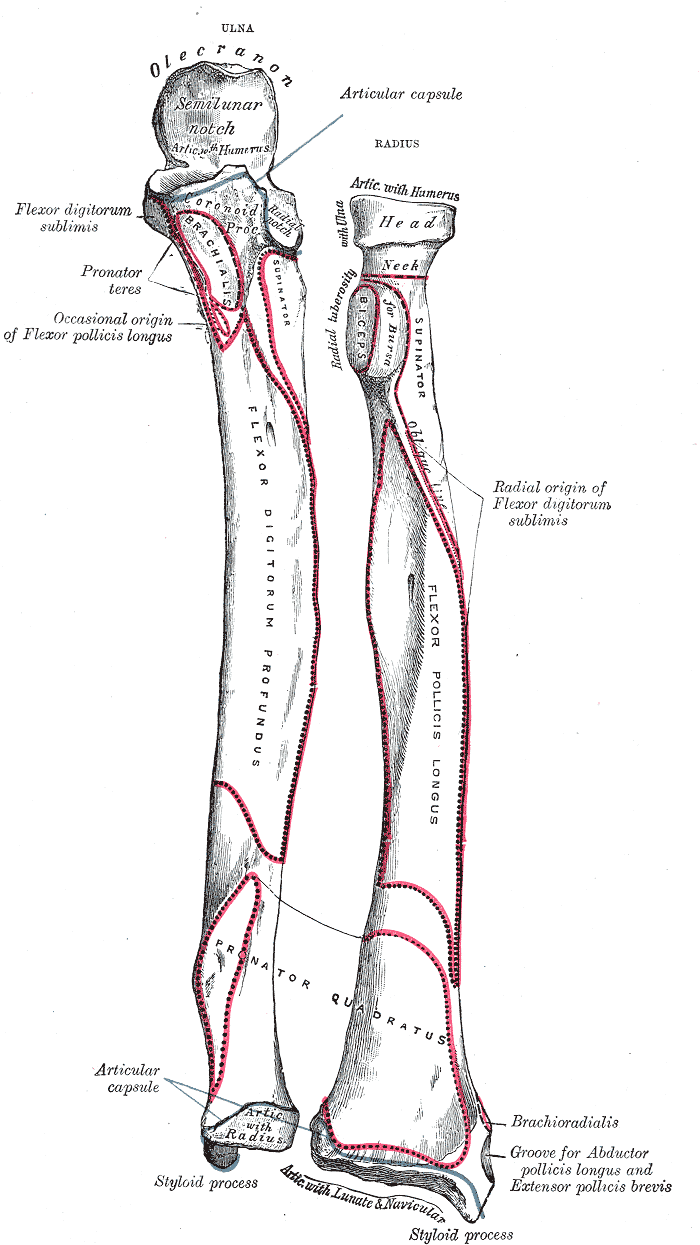
عظام الساعد الأيسر. الجانب الأمامي. عظم الكعبرة على اليمين. (الأحدوبة الكعبرية موضحة في الزاوية العلوية اليمنى من الساعد).